# Edgar Bayley
Edgar Bayley (* 1919 in Buenos Aires; † 1990 ebenda) war ein argentinischer Journalist, Redakteur und Schriftsteller.
Bayley gilt als Spiritus rector des argentinischen „Invencionismo“. Dabei schloss er sich den Ideen Vicente Huidobros an und führte sie weiter. Nach eigenem Bekunden war Bayley dabei „… das Erschaffen einer eigenen Realität im Gedicht und eine energische Verneinung der Melancholie“ sehr wichtig.
Zusammen mit Raúl Gustavo Aguirre fungierte Bayley zwischen 1950 und 1960 als Herausgeber der Literaturzeitschrift „Poesía Buenos Aires“ (Grupo Madi). Als Journalist schrieb er für verschiedene Zeitschriften und Zeitungen; u. a. für „Arturo“ und „Invención 2“.

## Werke (Auswahl)
Essays
- Estado de alerta y estado de inocencia. 1985.
- La poesía como realidad y como communicación. 1958.
- Realidad interna y función de la poesía. 1966.

Lyrik
- En común. 1949.
- El día. 1968.
- Nuevos poemas. 1981.
- La vigilia y el viaje. 1961.

Theater
- Farsa de la primavera. 1951

Werkausgaben
- Obra poética. 1976.